# Hermann Blazejezak
Hermann Matthias Blazejezak (ur. 8 czerwca 1912 w Hildesheimie, zm. 13 stycznia 2008 w Mönchengladbach) – niemiecki lekkoatleta, specjalista biegu na 400 metrów, mistrz Europy.
Startował w biegu na 400 metrów na igrzyskach olimpijskich w 1936 w Berlinie, ale odpadł w półfinale.
Zdobył złoty medal w sztafecie 4 × 400 metrów na mistrzostwach Europy w 1938 w Paryżu (sztafeta biegła w składzie: Blazejezak, Manfred Bues, Erich Linnhoff i Rudolf Harbig).
Zdobył brązowe medale mistrzostw Niemiec w biegu na 400 metrów w 1935 i 1938.
Podczas II wojny światowej służył w stopniu sierżanta w 59 pułku piechoty. Po wojnie pracował w przemyśle spożywczym.